# Balewangi
Balewangi is een bestuurslaag in het regentschap Garut van de provincie West-Java, Indonesië. Balewangi telt 4376 inwoners (volkstelling 2010).